# Der Herbst des Patriarchen
Der Herbst des Patriarchen (span. El otoño del patriarca) ist ein Diktatorenroman des kolumbianischen Literatur-Nobelpreisträgers Gabriel García Márquez, den der Autor nach achtjähriger Arbeitszeit 1975 veröffentlichte. Die deutsche Übersetzung von Curt Meyer-Clason wurde 1978 publiziert.

## Überblick
García Marquez‘ Roman schildert die lange Herrschaft des Diktators eines fiktiven südamerikanischen Landes an der Karibikküste in einem großen Erzähl- und Bilderstrom, in den sich die Stimmen der Protagonisten und vieler Einwohner des Landes einblenden. Dadurch entsteht ein polyperspektivisches Mosaikbild aus persönlichen Eindrücken und ins Sagenhafte gesteigerten Gerüchten über den Regenten, mit Lücken und unsicherer Faktenlage seiner Biographie und der Machtstrukturen, was Interpretationsspielraum zulässt. Jedes der sechs Kapitel des Buches  beginnt mit dem Tod des Patriarchen in seinem zerfallenen Palast. Dann wird jeweils zurückgeblickt auf die sich wiederholenden Zyklen der Herrschaft und die Vereinsamung des Patriarchen. Jedes Kapitel behandelt in chronologischer Reihenfolge einen Schwerpunkt seines Lebens: Doppelgänger Patricio Aragonés (Kp. 1),  „Königin“ Manuela Sánchez (Kp. 2), Machtkämpfe und Rodrigo de Aguilars Rolle (Kp. 3), Tod der Mutter Bendición Alvarado (Kp. 4), Ehe mit Leticia Nazareno (Kp. 5), Geheimdienstchef José Ignacio Saenz de la Barra und die letzte Phase der Despotie (Kp. 6).

## Handlung
1
Erst als die Aasgeier über den Präsidentenpalast herfallen, „erwacht[-] die Stadt aus ihrer Lethargie von Jahrhunderten“ und die verschüchterte Bevölkerung, darunter der Erzähler, wagt in das brüchige verlassene Gebäude einzutreten. Inmitten der „Trümmergruben“  und des Moders stoßen sie auf eine Leiche in der Kleidung des Generals mit zerhacktem Gesicht. Offenbar ist es der Patriarch und der Erzähler beginnt mit der Geschichte des Präsidenten:
Als er an die Macht geputscht wird, kann er weder lesen noch schreiben. So signiert er seine Erlasse mit dem Daumenabdruck. Er regiert das Land mit Hilfe seiner Offiziere von einem weitläufigen Palast aus, bespringt während der Siesta mal diese mal jene seiner zahlreichen Konkubinen und zeugt in solchem Kurzschlaf im Laufe seines Lebens mehr als 5000 Siebenmonatskinder. Er herrscht mit unbeschränkter Macht und das ängstliche Volk führt widerspruchslos jeden seiner willkürlichen und oft spontanen Befehle aus. Während der Mittagspausen erstarrt alles Leben. Das ängstliche Volk hält den Atem an und flüstert, „den Zeigefinger auf den Lippen, ohne zu atmen, still, der General vögelt“. Doch der aus dem Volk emporgestiegene Präsident ist zugleich äußerst vorsichtig. Er scheint sich zu vervielfältigen und  taucht gerüchteweise an mehreren Orten gleichzeitig auf. Dabei lebt er meistens in seinem Palast versteckt und verliert zunehmend den Kontakt zur Wirklichkeit. Der „hochwohllöbliche Divisionsgeneral“, Kriegsminister, Kommandeur der Präsidentengarde, Direktor des Staatssicherheitsdienstes, Rodrigo de Aguilar schirmt ihn ab, organisiert seine öffentlichen Auftritte und bestellt das Jubelpublikum, das dem Präsidenten die Liebe seines Volkes vorspielt. Im Schlafzimmer vergisst er nie die Sicherung mit drei Schließhaken, drei Schubriegeln und drei Sperrklinken. Bei Fahrten durch die Stadt beobachtet er die Menschen durch einen Vorhangspalt seines Kutschfensters. Seinen Doppelgänger Patricio Aragonés, ein einfacher Glasbläser, nutzt er für gefährliche Auftritte in der Öffentlichkeit. Sechs Attentate hat er  bereits überstanden, beim siebten kommt er durch Gift ums Leben. Der Sterbende rechnet mit dem Patriarchen ab und nennt ihn einen Feigling. Der Präsident lässt die Nachricht von seinem eigenen Tod verbreiten, um das um seinen Vater weinende Volk beobachten zu können. Doch der Ministerrat dementiert den Tod des Führers, um die Nachfolge zu regeln. Rodrigo de Aguilar will die Macht an sich reißen und organisiert zum Zeitpunkt der Beratung einen Anschlag auf den Palast. Als jedoch der Patriarch wieder auftaucht, ändert Aguilar seine Strategie und ordnet sich ihm sofort unter. Inzwischen hat sich die Nachricht in der Bevölkerung herumgesprochen, die Unzufriedenen rebellieren, versuchen den Palast zu stürmen und schänden die Leiche Aragonés. Rodrigo de Aguilar schlägt mit seiner Präsidentengarde den Aufstand nieder. Es gibt Verhaftungen, einige Minister fliehen ins Ausland, der Patriarch übernimmt selbst die Verhöre und nach Folterungen gestehen alle Angeklagten, von Verschwörern bestochen worden zu sein. Nach der Hinrichtung der Beschuldigten erlässt der alte und neue Diktator eine Generalamnestie, beschenkt seine Getreuen und kündigt dem Volk Wohltaten an. Ein neuer Kreislauf der Herrschaft des großen Volksführers nach dem alten Muster beginnt.
2
Nach dem vorgetäuschten Tod wird der Beginn der Herrschaft erzählt. Die letzten Caudillos helfen ihm, den General und Poeten Lautaro Muñoz zu stürzen und die Republik zu beenden. Die sechs letzten der am Putsch beteiligten und miteinander rivalisierenden Offiziere des Generalstabs, die sich an den Möbeln der Republik bereichert haben, lockt er bei seiner Geburtstagsfeier in eine Falle und lässt sie in der Nacht töten. Im offiziellen Kommuniqué  steht, sie seien von ihren wahnsinnig gewordenen Eskorten ermordet worden. Sie erhalten ein „bischofswürdiges Leichenbegängnis“ im „Pantheon der Vaterlandshelden“. Den einzigen Überlebenden, Oberst Saturno Santos, den Träger der „mythischen Harfe“, macht er zu seinem Leibwächter und „heil im Schiffbruch der Macht [bleibt] nur er.“ Sein starker Begleiter ist ein mit Zauberkräften der Verwandlung in ein Gürteltier ausgerüsteter Indianer.
Mehrmals landen im Laufe der Zeit Gringos an der Küste und besetzen das Land. Der Patriarch arrangiert sich mit ihnen und profitiert von den Invasionen. So erhält er nach Abzug der Marineinfanteristen unter Admiral Higginsons wieder „die Ehrenzeichen eines Staatschefs“. Dann überwacht er wieder, vom Sicherheitsdienst General Aguilars abgeschirmt, wie ein Hausvater persönlich die Abläufe und Sicherheitsvorkehrungen im Palast und ordnet alles mit „rasendem Befehlswahn“ bis zur Veränderung der Tageszeiten: aus Mittag wird Abend. Er häuft mit Regierungsgeschäften ein märchenhaftes Vermögen an und  lässt es auf dem Namen seiner Mutter verbuchen, die jedoch bis zu ihrem Tod von ihrer und ihres Sohnes Armut überzeugt ist. Da „jede Spur seiner Herkunft aus den Schriften verschwunden“ ist, spielt sie die zentrale Rolle in seinem Leben. Er kommt jeden Nachmittag in ihre Vorstadtvilla, bestreitet die Gerüchte über seine Gräueltaten als böswillige Verleumdungen und beruhigt sie, wenn sie ihn vor seinen Feinden warnt, mit der Versicherung, das Volk liebe ihn. Sie lebt sehr einfach, malt Vögel bunt an und verkauft sie auf dem Markt. Die ehemalige auf dem Hochland umherziehende Vogelhändlerin sieht im Präsidenten des Landes immer noch ihren kleinen vaterlosen Jungen Zacarías, den „Niemandssohn“, den sie im „Kloster der Mildtätigkeit“ allein geboren hat, und den im Bürgerkrieg von ihr gepflegten für die „liberale Partei“ und den „Föderalismus“ kämpfenden verletzten Rebellen. Sie verzeiht ihrem „armen Sohn“ alles, auch die Übergriffe auf ihre Dienstmädchen bei seinen Besuchen.
Eines Tages wird sie durch Manuela Sánchez, die Schönheitskönigin des Armenviertels der „Hundekämpfe“, verdrängt. Er lernt sie bei ihrer Inthronisation kennen, besucht sie oft anstelle seiner Mutter in ihrem Elternhaus und ernennt sie zu seiner Königin. Um seine zahllosen märchenhaften Geschenke unterzubringen, muss er sogar Nachbarhäuser beschlagnahmen. Zu ihrem Geburtstag lässt er das Elendsviertel abreißen und neu bebauen, damit sie von ihrem Fenster aus einen schönen Blick hat. Doch das unnahbare Mädchen entzieht sich seinen Werbungen. Mit seiner „Raubtierhand“ lässt er ihre alten Verehrer an den unwahrscheinlichsten Krankheiten sterben und ihre Freundinnen in andere Stadtteile verschleppen, um ihr alleiniger Lebensmittelpunkt zu werden. Aber sie will nichts wissen von einer „Altersheimliebe“ an seiner Seite. Seit ihr das Unglück widerfuhr, auserwählt zu werden, ist für sie „die Welt zu Ende“. Bei der gemeinsamen Betrachtung einer Sonnenfinsternis versucht er ihre Hand zu fassen, doch er greift ins Leere. Seine Königin hat sich in Luft aufgelöst und bleibt verschwunden.
3
Das Kapitel erzählt weitere Geschichten aus der frühen Zeit des Regimes nach der Entmachtung General Lautaro Muñoz‘ durch ein britisches Geschwader unter dem Kommandanten Kitchener und der Auflösung des gesetzgebenden und richterlichen Apparates der alten Republik. Der junge General wird überraschend zum Oberkommandierenden und Präsidenten der Republik ausgerufen. Ohne große Eskorte fährt er durchs Land, taucht unangemeldet in den Dörfern auf, kümmert sich um alles, repariert defekte Nähmaschinen, hat ein gutes Gedächtnis und spricht die Menschen mit ihren Namen an. Mit hellseherischen Kräften erkennt er in einem bösen Traum oder in einem Ei mit zwei Dottern kommende Gefahren und sagt Reisen ab oder verschiebt Termine. Von einer Wahrsagerin lässt er sich monatlich aus den Karten seine Zukunft lesen. Seine Erfolge fördern die Legendenbildung im Volk. Man ordnet sich ihm unter, lässt ihn bei Hahnenkämpfen gewinnen, Frauen widersetzen sich nicht seinen Übergriffen. Als er die jung vermählte Francisca Linero als Lustobjekt für einen Augenblick auswählt und ihren Mann Poncio Daza aus dem Haus schickt, erfüllt sein Wächter Saturno Santos seinen vermeintlichen Auftrag und zerstückelt Poncio. „[D]och es gab keine andere Lösung, sagte er, weil er ein Todfeind sein würde fürs ganze Leben. […] Das waren Bilder seiner Macht, die von weit her zu ihm kamen und seine Bitterkeit darüber anstachelten, wie sehr die Säure seiner Macht verwässert worden war. […] und dennoch fragte er sich, ob so viel auf eine einzige Person übertragenes Vertrauen und Ansehen nicht der Grund für sein Unglück waren.“ So steigern sich seine willkürlichen Aktionen in den Weiterführungen seiner Untergebenen in einem Rückkoppelungsprozess. Ohne sein Wissen werden Aktionen ausgeführt und er gerät immer mehr in ein Labyrinth seiner Macht, in dem er sich verfängt: Zum Beispiel glaubt der Präsident eine unfehlbare Methode gefunden zu haben, im wöchentlichen Lotteriespiel zu gewinnen. Damit dies eintrifft und aus Angst vor seinem Zorn manipulieren die Verantwortlichen die Ziehung. Die ausgewählten kleinen Jungen holen aus einem Säckchen von den zehn nummerierten Kugeln jeweils die eisgekühlte. Als man befürchtet, dass eines von den inzwischen zweitausend Kindern die Wahrheit ausplaudert, versteckt man sie in der Hafenfestung. Ihr Verschwinden fällt auf und führt zu Nachforschungen und Protesten. Ausländische Diplomaten intervenieren. Zuerst dementiert das Heer, es seien haltlose Gerüchte und Verleumdungen von „Vaterlandsverrätern“, und schlägt eine Demonstrationen blutig nieder. Doch der Druck der Öffentlichkeit wächst und man teilt schließlich mit, den Jungen gehe es gut. Durch die Unruhen erfährt der Präsident von dem Vorgang und ordnet an, alles zu ignorieren: es sei überhaupt nichts vorgefallen. Er lässt die Kinder in eine entlegene Provinz transportieren und in einer Andengrotte einzusperren und medizinisch gegen die auftretenden Krankheiten versorgen. Dann vergisst er sie und taucht unter „im trostlosen Sumpf der zahllosen gleichen Nächte seiner häuslichen Schlaflosigkeit.“ Schließlich befiehlt er, die Kinder mit einem Boot ans Ende der Territorialgewässer zu bringen und mit Dynamit in die Luft zu sprengen. Als ihm drei Offiziere die Ausführung seines Befehls melden, befördert er sie und lässt sie anschließend erschießen, „weil es Befehle gibt, die man geben, aber nicht ausführen darf“. „Solch harte Erfahrungen wie diese bestätigten seine uralte Gewißheit, daß der furchtbarste Feind in uns selbst wohnt.“ Er wird misstrauisch dem Militär gegenüber, versetzt die ihm gefährlich erscheinenden Offiziere in Grenzregionen, was zu Widerstand führt. Einige Truppen rebellieren. Die Besetzung des Landes durch Marineinfanterie unterstützt seinen Kampf und er führt blutige Säuberungen durch. Die tausendfünfhundert Mann, die sich in die Grafen-Kaserne verbarrikadiert haben, lässt er durch eine in der Milchlieferung versteckte Dynamitladung in die Luft sprengen. Nachdem er einen Attentatsversuch in seinem Palast überlebt hat, findet er den Drahtzieher der Anschläge. Es ist sein getreuer General Rodrigo de Aguilar, der ein, dem seinen vergleichbares, zweites „verzweigte[s] und fruchtbringende[s] Machtsystem“ entwickelt hat. Zur Strafe lässt er ihn „in seiner ganzen Länge“ im „Ofen goldgebräunt“ zubereitet und mit einem Sträußchen Petersilie im Mund und in voller Montur ordengeschmückt auf einer silbernen Platte seiner Leibwache servieren.  Der Patriarch befiehlt den vor ihren Tellern sitzenden Herren: „Wohl bekomm's Señores“.
4
Vom Tod des Patriarchen aus schauen die Erzähler zurück auf das langsame Sterben Bendición Alvarados. Dieser große Einschnitt im Leben des Diktators wird mit den typischen Strategien seines Machtapparates behandelt: Ein ärztliches Gutachten erklärt die Zersetzung ihres Körpers und den Fäulnisgeruch mit einer „Indiohexerei“.  Der Präsident lässt ihren restaurierten Leichnam in einer feierlichen Prozession in das „Kloster der Mildtätigkeit“, seinen Geburtsort, transportieren. Legenden von Bendicions Wundertätigkeit verbreiten sich. Ihr Leinenlaken zeigt den Abdruck ihres Körpers und verströmt einen natürlich-zarten Blumenduft. Auf dem Katafalk entquillt „lebendiger, duftender Schweiß ihren Poren“ und sie lächelt. Reliquien werden an Pilger verkauft. Der Patriarch, „auch wenn er in Wirklichkeit an nichts von dieser Welt noch von irgendeiner anderen glaubt[-]“, will seine Mutter vom Vatikan heiligsprechen lassen. Doch der zuständige Nuntius bezweifelt die Echtheit der Zeugnisse. Darauf wird seine Nuntiatur von einer Horde Aufgehetzter überfallen. Man misshandelt den Botschafter, setzt ihn auf einem Floß in der Karibik aus und erklärt dem Vatikan den Krieg. Darauf wird vom Heiligen Stuhl der Prozess der Heiligsprechung eingeleitet. Zur Untersuchung der Biographie Bendicíons notiert Monsignore Demetrio Aldous alle Zeugenaussagen in der Stadt und bereist das Hochland. Dort findet er trotz Behinderungen durch den Präsidialsicherheitsdienst heraus, dass sich die mit ihrer naiven Vogelanmalerei erfolglose, barfuß in Lumpen von Markt zu Markt herumziehende schöne Händlerin prostituieren musste, um sich zu ernähren, und im Kloster einen Sohn gebar. Ihr ursprünglicher Name ist nicht bekannt. Auf seinem Rückweg wird Demetrio Aldous durch Schüsse schwer verletzt und erst, wie bereits zuvor der Nuntius, durch Eingreifen des Diktators gerettet. Dafür muss er ihm seine Verschwiegenheit versprechen. „Demetrio Aldous hatte die Tücke bereits im Präsidentenpalast geahnt, er hatte die Habgier in der Lobhudelei und der gerissenen Liebedienerei derer beobachtet, die sich im Schutz der Macht mästeten,“. Anstelle der kirchlichen Heiligsprechung ernennt der Patriarch die „bürgerliche Heiligkeit der Bendición durch höchsten Beschluß des freien souveränen Volkes […] zur Schutzpatronin der Nation“. Dann enteignet er die Kirchengüter und weist Priester, „buschwaldwilde Missionarinnen“  und Nonnen aus. Er überprüft persönlich, dass sie kein Gepäck und keine Kleider mitnehmen und erblickt dabei die nackte Novizin Nazareno Leticia. Durch seinen Geheimdienst lässt er sie aus einem jamaikanischen Kloster entführen, in einer Kiste in seinen Palast transportieren  und in seinem Ehrengästeschlafzimmer einsperren. Nach einem Jahr hat sie sich daran gewöhnt, dass der Regent neben ihr schläft. Nach seiner Erziehung in Hygiene und menschlichen Umgangsformen darf er sie berühren und mit ihr eine sexuelle Beziehung beginnen.
5
Nach dem Tod des Patriarchen findet sich die „Vereinigung aller gegen den jahrhundertlangen Despotismus“ im Saal des Ministerrats zusammen, um die „Beute seiner Macht unter [sich] gleichmäßig zu verteilen“. Man erinnert sich an  die Regierungsphase, als Leticia Mercedes Maria Nazareno  seine „einzige rechtmäßige Ehefrau“ wurde und Einfluss auf ihn gewann: Sie räumt seinen Palast auf, vertreibt die Konkubinen, die Siebenmonatskinder, die Aussätzigen und Blinden aus den Innenhöfen, bringt dem greisen Diktator beharrlich das Lesen und Schreiben bei und überredet ihn im Ehebett, den Ordensgemeinschaften wieder ihren Besitz und ihre verbrieften Rechte zurückzugeben und die Kirchen zu öffnen. Sie ordnet Modernisierungen im Strafvollzug an wie die Abschaffung der barbarischen Vierteilung mittels Pferden und die Ersetzung durch den elektrischen Stuhl. Sie duldet kein Andenken an eine andere Frau neben sich und lässt den Stein auf dem Grab der Mutter umlegen, dass die Erinnerungen an sie im Volk verblassen. Sie bringt den Sohn Emanuel zur Welt, der sofort Divisionsgeneral mit Rechtsprechungsbefugnis wird und als Dreijähriger auf dem Arm der Mutter Truppenparaden abnimmt. Während der Patriarch kaum noch den Palast verlässt, kauft Leticia wöchentlich mit ihrem Sohn und „ihrem Schundmilitär“ auf dem Stadtmarkt großzügig auf Kredit des Palastes ein und beschimpft die Händlerinnen, als die „appetitlichsten Früchte und die zartesten Gemüsesorten […], da sie sie berührte, welkten, uneingedenk der bösen Tugend ihrer Hände, die Schimmel auf dem noch warmen Brot wachsen ließen und das Gold ihres Eherings schwarz verfärbt hatten.“ Als Leticia ihrer „unerschöpflichen Verwandtschaft“, die von den Felseninseln der Antillen herbeigeströmt kamen, „die Monopole auf Salz, Tabak, Trinkwasser“ verschafft, die bisher dem Oberkommando zukamen, beginnen „die Großen des Heeres sich gegen die Emporkömmlinge aufzulehnen, die mehr Macht anzusammeln verstanden hatten als das Oberkommando, mehr Macht als die Regierung, mehr Macht als er“, der Präsident. Nach einem missglückten Sprengstoffanschlag auf ihr gepanzertes Fahrzeug werden sie und Emanuel von Windhunden angefallen und aufgefressen. Der Patriarch hat bereits eine Ahnung vom Unheil. Der Adjutant trifft in dem Augenblick bei ihm mit der Unglücksbotschaft ein, „da er die furchtbare Entscheidung traf, jetzt, zum Teufel, Schluß, was sein muß, soll rasch sein“. Die Kommandeure des Generalstabs informieren ihn, die Täter seien gefasst worden, es seien „Agenten einer subversiven Bruderschaft mit Sitz im Ausland“, die sechzig Jagdhunde aus Schottland importierten und mit Hilfe gestohlener Kleidungsstücke auf Leticia und Emanuel abgerichtet haben. Die Attentäter werden gevierteilt, aber die Hunde bleiben am Leben –  aus Angst, die Reste von Frau und Kind könnten in den Hundeleibern noch einmal sterben. Da er daran zweifelt, dass die wahren Mörder gefunden wurden, bietet sich ihm José Ignacio Saenz de la Barra, der letzte frei herumlaufende Spross der Aristokratie, als Rächer an. „[E]r machte ihn zum unbedingten Herrscher eines geheimen Reiches, innerhalb seines privaten Großreiches, eines unsichtbaren Dienstapparats der Repression und der Ausrottung, der nicht nur einer offiziellen Identität ermangelte, an dessen echte Existenz auch schwer zu glauben war, denn niemand verantwortete dessen Taten.“ Er führt offenbar einen privaten Feldzug gegen die Entmachtung seiner Klasse, liefert hunderte Köpfe seiner erbittertsten Gegner in den Palast, aber die wahren Schuldigen sind nicht dabei. Das Ausmaß der Reinigung wird immer größer, aber der Patriarch kann die Grausamkeit Saenz de la Barras nicht mehr kontrollieren. Er sitzt vereinsamt in seinem leeren alten Palast, die Regierungsentscheidungen treffen der Ministerrat und das Militär in ihren neuen Gebäuden.
6
In der letzten Phase, im Herbst des Despoten zieht sich der gealterte Patriarch in seinen Palast zurück und überlässt die Regierung dem Ministerrat. Für das Volk wird er täglich im Fernsehen mit alten Dokumentationen als legendäre Figur inszeniert, und er schaut sich diese Sendungen an und glaubt daran. Täglich erhält er einen nur für ihn zusammengestellten und zensierten Staatsanzeiger, „um ihn als Gefangenen seiner eigenen Macht im altersschwachen Verfall der Hängematte unter dem Wollbaum des Innenhofes zu halten.“. So verzerrt sich zunehmend sein Wirklichkeitsbild und er lebt in Erinnerungsbildern. Da die Konkubinen von Leticia aus dem Haus vertrieben wurden, lauert der Patriarch als Ersatz pubertierenden Mädchen der benachbarten Schule auf und lockt sie mit Süßigkeiten in einen Stall. Eine damals Zwölfjährige schwärmt noch viele Jahre danach, es sei ihr schönstes Liebeserlebnis gewesen: „[L]etzten Endes konnten wir uns nicht mehr ausmalen, wie wir ohne ihn sein würden, was aus unserem Leben nach ihm werden würde“. Der Präsident vergisst dagegen die Mädchen sogleich wieder. Sie sind für ihn eine anonyme Gruppe und er merkt erst viel später, dass die Infantinnen durch die Verlegung der Schule vom Erziehungsminister seinem Zugriff entzogen wurden. Man hat sie durch als Schülerinnen kostümierte Hafenhuren ersetzt, die vom Gesundheitsdienst angeheuert worden sind, den „Hosenscheißeropa“ zu täuschen.
Trotz der Vergreisung ist sein Machtinstinkt erhalten geblieben. Er lässt anfangs Saenz de la Barra beim Aufbau seines „unsichtbaren Denunziations- und Bestechungsspinnetzes“ im „Interesse[-] des Vaterlandes“  gewähren, „doch nur unter der Bedingung, daß [er] nichts davon weiß“. Als er jedoch im ehemaligen holländische Irrenhaus seine „erfinderischsten barbarischsten Foltermaschinen“ immer mehr perfektioniert, ohne dass er die Mörder Leticias und Emanuels präsentieren kann, und die Generäle seinen Machtzuwachs durch einen Militärputsch beenden wollen, schaltet sich der Patriarch ein, lenkt die Unzufriedenheit auf  seinen Geheimdienstchef und verkündet, die Oberkommandierenden hätten unter seiner Führung die Freiheit des Landes gegenüber einem „blutrünstigen Zivilisten“ wieder hergestellt. Bei den Unruhen wird Saenz de la Barra „zu Mus zerstampft“ und auf dem Markt mit den Genitalien im Mund kopfüber an einen Lampenmast gehängt. Das Militär bekundet dem Präsidenten sofort seine Solidarität. Als Ersatz für die Mörder seiner Frau und seines Sohnes verbannt er die Offiziersanwärter der Kriegsschule an einen Ort, „wo sich nie mehr jemand an sie erinnern würde.“ Dann übernimmt er wieder den Vorsitz im Ministerrat, verteilt bei vorgetäuschten, das Volk in Angst versetzenden Epidemien das Salz der Gesundheit und ist sich gewiss, dass „er alle Schläge des Mißgeschicks überleben würde und die grausamsten Leidenschaften und die schlimmsten Fallen des Vergessens, denn er war ewig.“ Aber die Mobilisierung der Massen funktioniert nicht immer. Oft wurden die Menschen instrumentalisiert und das Militär schlug ihren Aufstand nieder. So vermuten die Leute ein Manöver, als sie aufgerufen werden, gegen die „Gringos“ auf die Straße zu gehen, die das Land ausrauben wollen, und bleiben zu Hause. Denn die Republik ist verschuldet und hat alle Rohstoffquellen und Staatsbetriebe verpfändet. Jetzt  muss der Patriarch die Karibik an Nordamerika verkaufen und zusehen, wie sie Stück für Stück nummeriert und zerlegt wird, um sie „in Arizonas blutigen Morgenröten auszusäen“. Einst hat er die Forderung des Botschafters Wilson nach Begleichung der Auslandsschulden durch Verkauf der Territorialgewässer abgelehnt mit der Begründung, er habe sein „Nebelhochland“ weder der Vaterlandsliebe wegen noch aus Abenteuerlust oder um Föderalistengrundsätze zu verfolgen verlassen: „[A]ll das habe ich getan, um das Meer kennenzulernen.“ Dieses Ziel muss er nun aufgeben, und so blickt er vom Fenster seines leeren Palastes anstelle auf die belebte Hafenbucht auf eine Wüste. In einer seiner einsamen Nächte ruft ihn der Tod, und er zieht seine ernüchternde Lebensbilanz: „Es geschah, als er es am wenigsten wünschte, als er nach so vielen und so vielen Jahren fruchtloser Selbsttäuschung zu ahnen begonnen hatte, […] daß sogar die ausgedehntesten und nützlichsten Leben nicht für mehr ausreichen als fürs Erlernen des Lebens, er hatte seine Unfähigkeit für die Liebe […] erkannt […] und hatte jenes niederträchtige Schicksal mit dem verzehrenden Kult des einsamen Lasters der Macht aufzuwiegen versucht“.
Seine Selbstkritik geht nahtlos in die Anklage des Volkes über: Man täuschte ihn, „um ihm zu gefallen“, die „Lüge“ war für ihn bequemer als der „Zweifel“, er war nie „Herr all seiner Macht“ und dazu verurteilt, „das Leben nur von seiner Kehrseite kennenzulernen“, er litt an „Wirklichkeitstäuschung“ und lernte nie „das einzige lebenswerte Leben“ kennen, das „man vorzeigen konnte“, nämlich das der Armen: von „Todeskeimen verseucht“, aber „die ganze Liebe“, weil „wir wußten, wer wir waren, während er es nie und nimmer erfahren hatte“, er war „taub gegenüber dem Geschrei der rasenden Menschenmenge, die auf die Straßen rannte und Jubelhymnen über die Jubelnachricht von seinem Tode sang, für immer taub gegen die Befreiungsmusik und das Freudenfeuerwerk und die Ruhmesglocken, die der Welt die frohe Botschaft verkündeten, daß die unzählbare Zeit der Ewigkeit endlich zu Ende sei.“

## Form
Saldívar umschreibt die Struktur mit „abwechselnde Monologe rund um einen Leichnam“. Diese Charakterisierung trifft. Die angesprochenen Wechsel der Erzähler sind aber nicht leicht auszumachen. Selten wird eine Erzählerin oder ein Erzähler genannt – etwa Jacinta Morales oder Juan Prieto. Aber diese bleiben uninteressant, weil sie weder Handlung tragen noch ein weiteres Mal auftreten. Des Öfteren mischt sich der Erzähler unter das Volk; versteckt sich hinter einem „Wir“. Ein Erzähler oder auch eine Erzählerin der Manuela-Sánchez-Episode kommt aus deren Hundekampfviertel. Gelegentlich ergreift der Patriarch selbst das Wort. Verursacht durch die überlangen Sätze wird der Punkt schwer erkenntlich gemacht, an dem er den Staffelstab weitergibt. Großartige Regeln gibt es nicht. García Márquez weist zum Beispiel in einem einzigen Satz nacheinander ganze drei Erzähler vor. Da sind erstens Leticia Nazareno, die gerade vom Patriarchen begattet wird, zweitens der „Kampfbison“ selbst, an dessen Haar sich die Gattin festhält und drittens ein unflätiger Anonymus. Saldívar nennt den Stil „lyrisch-barock“.
In keinem der Kapitel darf die unappetitliche Beschreibung der übel zugerichteten Leiche des Patriarchen fehlen. Gleich darauf werden Episoden aus den Herrscherjahren des Diktators präsentiert. Die Sätze, zumal, wenn sie den Umfang einer Druckseite überschreiten, erschlagen den Leser. Es gibt weder Anführungszeichen noch Abschnitte. Semantisch lässt sich solche – auch noch über weite Strecken handlungsarme Textstruktur – nur mit angespanntester Leseraufmerksamkeit einigermaßen ergründen.
Der Autor geht gewandt mit dem Wort um. Zum Beispiel, wenn eine Señora eine Blume hält, schreibt er: „… damit sie sie so halte, nicht so,…“ Márquez verwendet einige auffällige Wortbildungen: „Gesäßfette Tittenmadame“, „das Knistersummen von Stanniolpapier“, „beim biblischen Vorbeiflug der Lichtmeduse“, „Himmelsmüll der Kometenabfälle“, „Scheiße noch eins“, „Horizontalregengüsse“, „das Raunen ihres Leibchens“, „Palmennußtitten“, „Muscheldingchen“, oder „bestechliche Spruchbänder“.

## Rezeption
Von der Kritik wird Garcías „Herbst des Patriarchen“ überwiegend als großer Roman der Weltliteratur gewürdigt, wahrscheinlich sei er das kühnste, reifste und erzählerisch komplexeste Werk des Autors und der vorläufigen Schlusspunkt unter dem literarischen Genre des lateinamerikanischen Diktatorenromans. García übertreffe alle seine Vorgänger in der langen Reihe der Caudillo-Romane. Der Roman gehöre zu den seltenen Bücher, von denen man sogleich weiß: Ähnliches hat man noch nie gelesen, wird man auch nie mehr lesen. Sie sind in ihrem Anspruch so hoch, in ihrer Anlage so komplex, daß man doch nicht hoffen kann, sie jemals auch nur einigermaßen erschöpfend zu verstehen
Dass García die Ebenen des Realen und des Fantastischen nicht trennt, was ihm die Etikettierung des „magischen Realismus“ eintrug, führt zu unterschiedlichen Interpretationen.
Für Stahlhut steht im Roman die politische Aussage im Vordergrund. Trotz der Grenzüberschreitungen sei die politische Realität bei dem fiktiven Diktator und den persönlichen Abgründen absoluter Macht stets präsent. García habe immer betont, dass seine literarischen Mittel der Erfassung einer lateinamerikanischen Wirklichkeit dienen, die in ihrer Irrationalität, in ihrer Gewalt und Grausamkeit selbst etwas Fantastisches besitzt. Entsprechend kam die amerikanische Essayistin und Romanautorin Joan Didion nach einem längeren Aufenthalt in dem vom Bürgerkrieg gezeichneten El Salvador Anfang der 80er-Jahre zu dem Schluss, dass Márquez eigentlich ein „sozialer Realist“ sei.
Für Zimmer dagegen ist der Roman ein erstaunlich unpolitisches Buch. Gemessen an der Tatsache, dass Garcia Márquez auch aktiver Publizist und Sozialist ist, handele es sich beim „Herbst des Patriarchen“ um den unpolitischsten all jener Diktatoren-Romane. Es gebe keine materialistische Herrschaftsanalyse, nur Anschauung und keine Theorie, es gebe noch nicht einmal irgendeine Zuversicht, dass eine wie auch immer geartete demokratische Opposition mit der Diktatur Schluss machen könne. „Der Herbst des Patriarchen“ sei kein Werk der pamphletistischen, sondern der phantastischen Literatur, das Hauptwerk des vom Surrealismus herkommenden lateinamerikanischen „magischen Realismus“, der seine historischen und sozialen Stoffe ins Mythische steigert: so dass der arme und geschundene Subkontinent die Grundmuster seiner Existenz in ihnen erkennen kann.
Kestings Interpretation geht in eine ähnliche existentielle Richtung: Der Staatenlenker könne auch als Weltenlenker verstanden werden, der Patriarch sei zugleich Gott, seine Ewigkeit die Ewigkeit Gottes. Das Reich der Freiheit, das die Unterdrückten ersehnen, komme erst, wenn alle Herrschaft endet, die menschliche wie die göttliche. Die Stimmen der Armen und Unterdrückten vereinigen sich am Schluss zu einem „Wir“ und nehmen vom Tyrannen glücklich Abschied.

## Adaption
„Der Herbst des Patriarchen“ – Oper von Giorgio Battistelli und einem Libretto von Gotthart Kuppel  – wurde am Theater Bremen 2004 uraufgeführt. In sechs szenisch-musikalischen Stationen zeigen der Komponist und die Regisseurin Rosamund Gilmore die Perversion der Macht, Sadismus, Gewalt und Zerstörung als Totentanz.

## Varia
- Der Roman ist nicht nur Märchen, sondern auch noch Zivilisationskritik. Hinter dem Kreuzer mit der Marineinfanterie an Bord tauchen die drei Karavellen des Kolumbus auf.[55]
- Der Autor habe „autobiographische Züge“[56] zugegeben.
- García Márquez habe sich gegen den Vorwurf wehren müssen, nach dem sein Protagonist ein wenig zu philanthropisch dargestellt worden sei.[57]
- Zitat: „Man darf die Vögel an Feiertagen nicht zum Singen zwingen.“[58]

### Textausgaben
Verwendete Ausgabe
- Der Herbst des Patriarchen. Roman. Aus dem Spanischen übersetzt und neu durchgesehen von Curt Meyer-Clason. Mit einem Nachwort von Hans-Otto Dill. Aufbau-Verlag Berlin 1979 (1. Aufl., Lizenzgeber Kiepenheuer & Witsch, Köln 1978, ISBN 3-462-01277-0), ohne ISBN

### Sekundärliteratur
- Waleri Semskow: Gabriel García Márquez. Aus dem Russischen übersetzt und bearbeitet von Klaus Ziermann. Volk und Wissen Verlag, Berlin 1990, ISBN 3-06-102754-8
- Dagmar Ploetz: Gabriel García Márquez. Rowohlt, Hamburg 1992, ISBN 3-499-50461-8
- Dasso Saldívar: Reise zum Ursprung. Eine Biographie über Gabriel García Márquez. Aus dem Spanischen von Vera Gerling, Ruth Wucherpfennig, Barbara Romeiser und Merle Godde. Kiepenheuer & Witsch, Köln 1998, ISBN 3-462-02751-4